# Venlo
Venlo [ˈvɛnloː] ist eine niederländische Stadt und Gemeinde der Provinz Limburg. Am 1. Januar 2025 hatte die Gemeinde 103.982 Einwohner. Durch Venlo fließt die Maas. Das Stadtgebiet grenzt unmittelbar an die deutschen Kreise Kleve und Viersen.

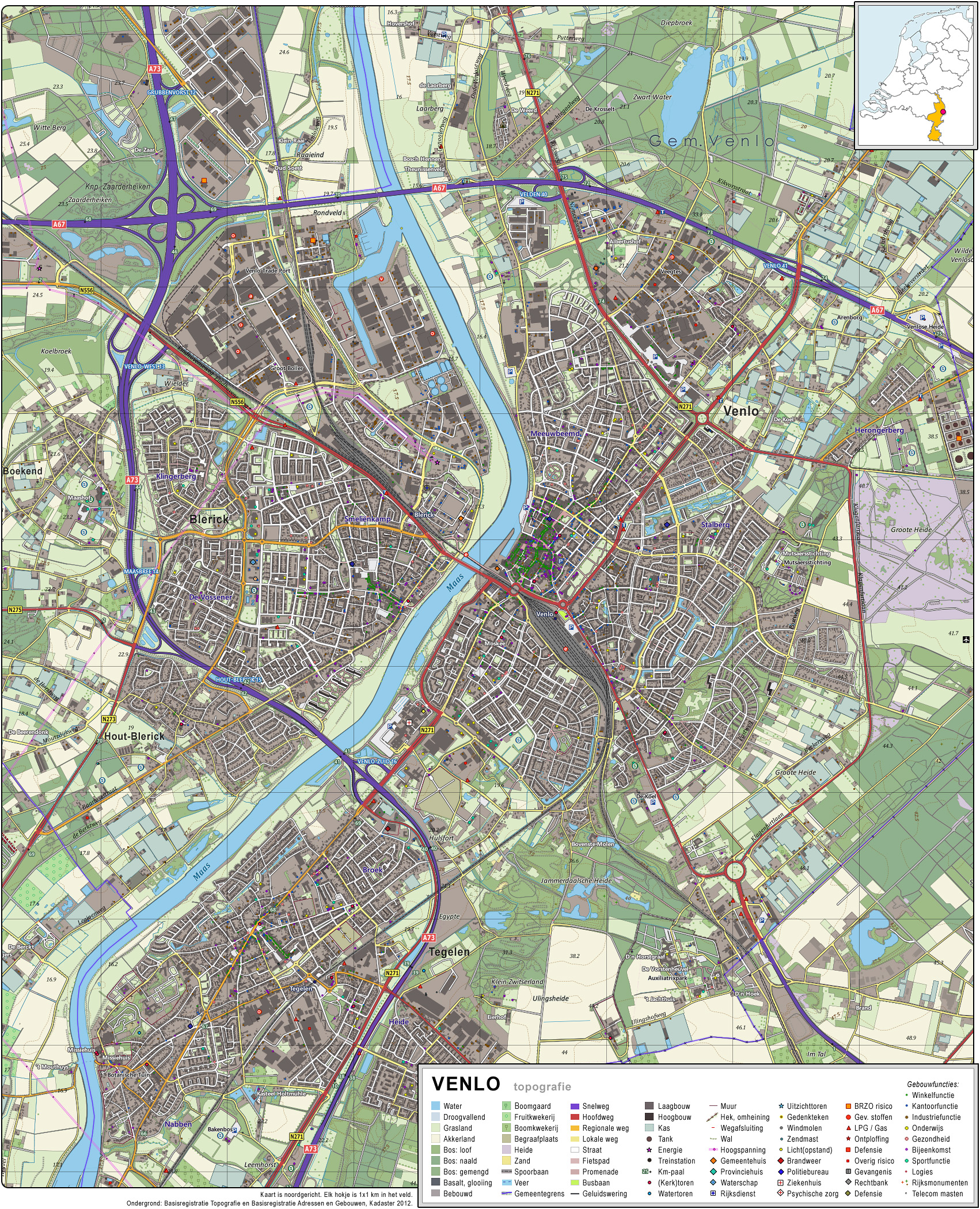
Topografische Karte von Venlo, 2010–2011

## Gemeinde und Einwohner

### Gemeindegebiet und Stadtteile
Die Gemeinde Venlo (niederländisch Gemeente Venlo) besteht aus fünf Gemeindebezirken: Venlo (41.810 Einwohner, Stand 1. Januar 2024), Belfeld (5.575 Einwohner), Blerick (27.985 Einwohner), Tegelen (18.835 Einwohner) sowie Arcen, Lomm en Velden (9.575 Einwohner). Das links der Maas gelegene Blerick wurde 1940 eingemeindet, die im Süden gelegenen Gemeinden Belfeld und Tegelen 2001. Die nördliche Nachbargemeinde Arcen en Velden wurde am 1. Januar 2010 eingemeindet. Venlos Fläche vergrößerte sich um rund die Hälfte. Venlo hat mit gut 100.000 Einwohnern den Status einer Großstadt erreicht.
Die Stadtbezirke untergliedern sich in zahlreiche  Stadtteile und Nachbarschaften. Zum Stadtbezirk Tegelen gehört das bekannte Klosterdorf Steyl.

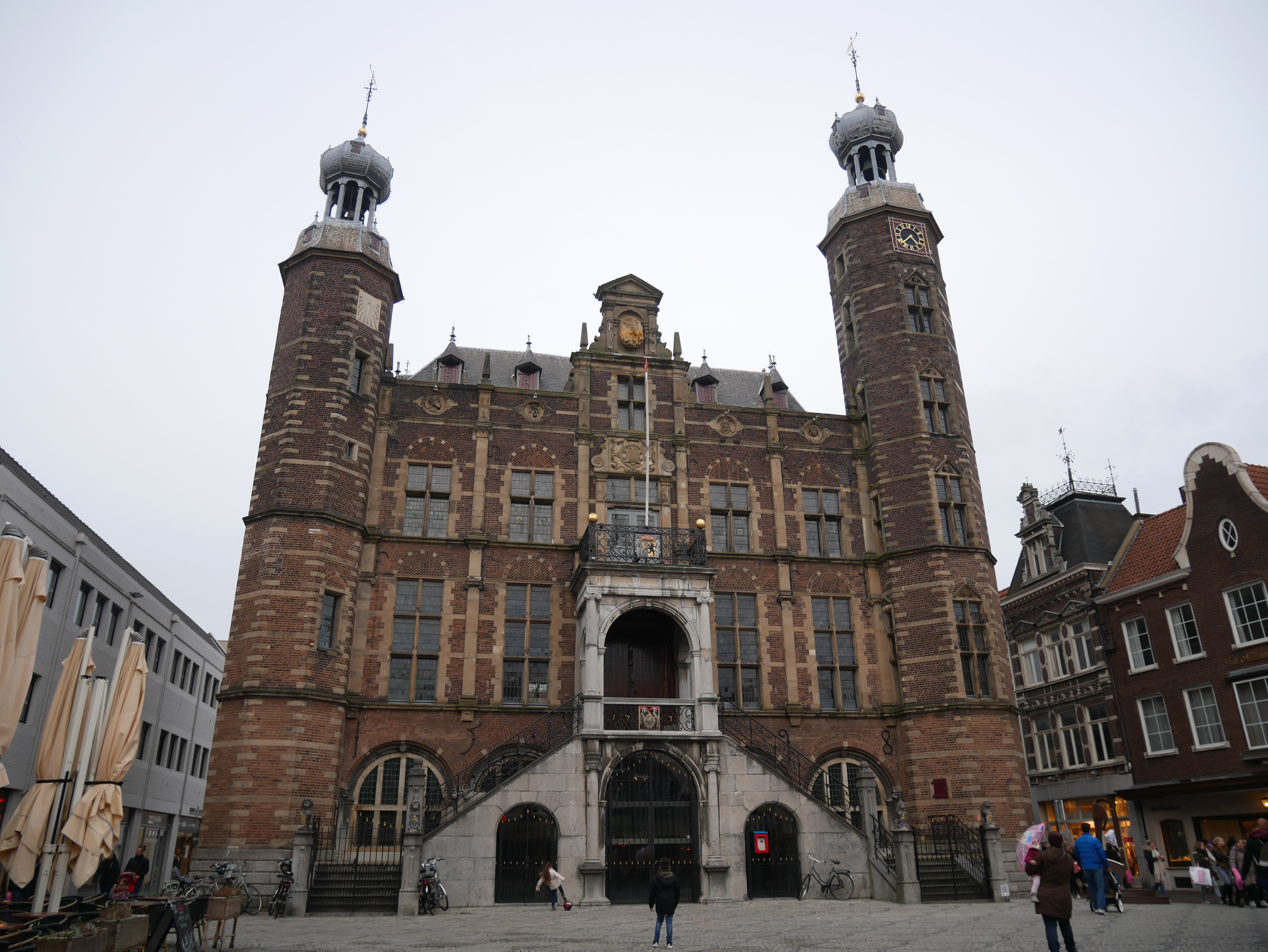
Das historische Rathaus von Venlo

### Nachbargemeinden
Nachbargemeinden der Gemeinde Venlo sind:
- Bergen
- Horst aan de Maas
- Peel en Maas
- Beesel
- Geldern (Deutschland)
- Straelen (Deutschland)
- Nettetal (Deutschland)
- Brüggen (Deutschland)

### Bevölkerungsentwicklung

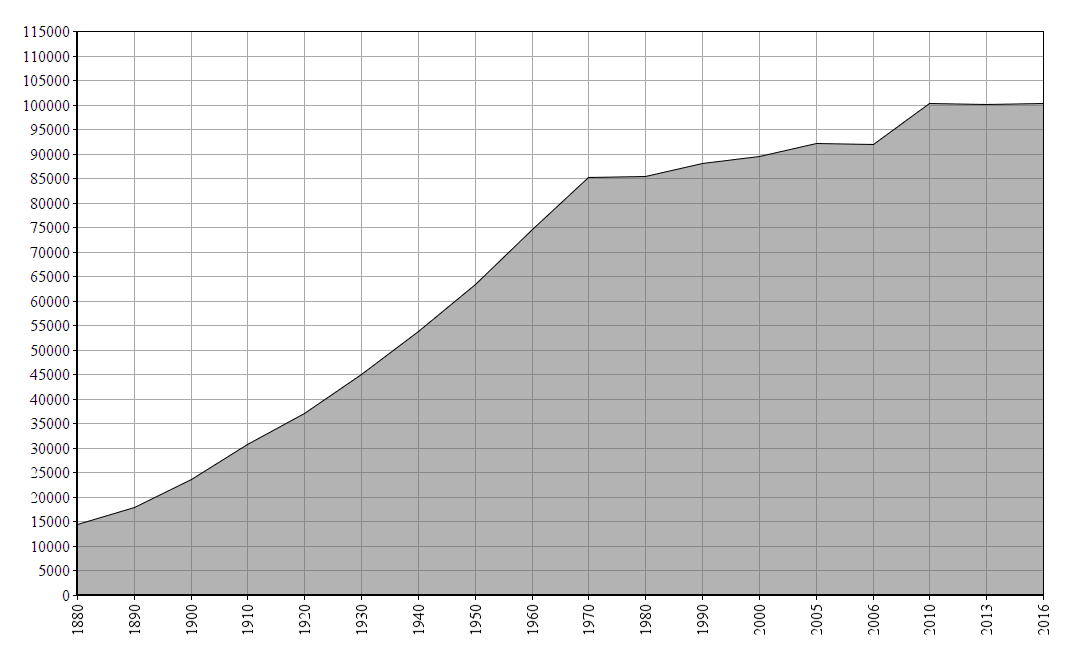
Bevölkerungsstatistik von Venlo

| Jahr | Einwohner |
| ---- | --------- |
| 1880 | 14.398    |
| 1890 | 17.869    |
| 1900 | 23.713    |
| 1910 | 30.804    |
| 1920 | 37.114    |
| 1930 | 45.116    |
| 1940 | 53.812    |
| 1950 | 63.313    |
| 1960 | 74.707    |

| Jahr | Einwohner |
| ---- | --------- |
| 1970 | 85.163    |
| 1980 | 85.363    |
| 1990 | 88.175    |
| 2000 | 89.598    |
| 2005 | 92.263    |
| 2006 | 92.048    |
| 2010 | 100.3280  |
| 2013 | 100.1580  |
| 2016 | 100.3730  |

### Nationalitäten
Am 1. Januar 2022 waren unter den 102136 Einwohnern 91701 Niederländer und 10435 (10,2 %) Ausländer darunter 3448 Polen und 1629 Deutsche. Am selben Tag hatten 30731 (30,1 %) Einwohner einen Migrationshintergrund, darunter Deutschland 6578, Polen 4089, Türkei 4047, Marokko 3096 und Indonesien 1806.

## Politik

### Kollegium von Bürgermeister und Beigeordneten
Das Kollegium besteht seit 2022 neben Bürgermeister Antoin Scholten (VVD) aus Beigeordneten der Koalitionsparteien EENLokaal (lokale Gruppierung), CDA, PvdA und GroenLinks.

### Sitzverteilung im Gemeinderat
Der Gemeinderat wird seit 1982 folgendermaßen gebildet:
| Partei                  | Sitze a | Sitze a | Sitze a | Sitze a | Sitze a | Sitze a | Sitze a | Sitze a | Sitze a | Sitze a | Sitze a |
| Partei                  | 1982    | 1986    | 1990    | 1994    | 1998    | 2000 b  | 2006    | 2009 c  | 2014    | 2018    | 2022    |
| ----------------------- | ------- | ------- | ------- | ------- | ------- | ------- | ------- | ------- | ------- | ------- | ------- |
| EENLokaal d             | –       | –       | –       | –       | –       | –       | –       | –       | –       | 7       | 8       |
| CDA                     | 18      | 15      | 16      | 10      | 10      | 12      | 7       | 8       | 7       | 7       | 7       |
| PvdA                    | 5       | 10      | 8       | 4       | 5       | 3       | 8       | 5       | 6       | 4       | 5       |
| GroenLinks e            | –       | –       | 2       | 4       | 5       | 5       | 6       | 3       | 2       | 3       | 4       |
| VVD                     | 8       | 6       | 5       | 5       | 7       | 7       | 7       | 12      | 8       | 6       | 4       |
| Venlose Senioren Partij | –       | –       | –       | –       | –       | –       | –       | –       | –       | –       | 4       |
| D66                     | 1       | –       | 2       | 3       | 1       | 1       | 0       | 2       | 2       | 1       | 3       |
| PVV                     | –       | –       | –       | –       | –       | –       | –       | –       | –       | 4       | 2       |
| FvD                     | –       | –       | –       | –       | –       | –       | –       | –       | –       | –       | 1       |
| DENK                    | –       | –       | –       | –       | –       | –       | –       | –       | –       | –       | 1       |
| 50PLUS                  | –       | –       | –       | –       | –       | –       | –       | –       | –       | 3       | 0       |
| SP                      | 0       | 0       | –       | 1       | 2       | –       | –       | 2       | 4       | 4       | –       |
| Lokale Democraten d f   | –       | –       | –       | –       | –       | –       | –       | –       | 5       | –       | –       |
| VenLokaal d g           | –       | –       | –       | –       | –       | –       | –       | –       | 5       | –       | –       |
| Blerickse Democraten f  | –       | –       | –       | –       | –       | –       | 2       | 2       | –       | –       | –       |
| Tegelse Democraten f    | –       | –       | –       | –       | –       | 3       | 2       | 2       | –       | –       | –       |
| Belfeldse Demokraten g  | –       | –       | –       | –       | –       | 2       | 2       | 2       | –       | –       | –       |
| Realisten ’82           | –       | –       | –       | –       | –       | 1       | 1       | 1       | –       | –       | –       |
| SAMEN h                 | –       | –       | –       | 6       | 3       | 3       | 2       | –       | –       | –       | –       |
| O en M B                | –       | 1       | –       | –       | –       | –       | –       | –       | –       | –       | –       |
| Progressief Akkoord e   | –       | 1       | –       | –       | –       | –       | –       | –       | –       | –       | –       |
| PPR                     | 1       | 0       | –       | –       | –       | –       | –       | –       | –       | –       | –       |
| PSP                     | 1       | –       | –       | –       | –       | –       | –       | –       | –       | –       | –       |
| Gesamt                  | 33      | 33      | 33      | 33      | 33      | 37      | 37      | 39      | 39      | 39      | 39      |

- PvdA: 5
- GL: 4
- D66: 3
- 1L: 8
- VSP: 4
- VVD: 4
- CDA: 7
- DENK: 1
- FvD: 1
- PVV: 2

Anmerkungen

## Flagge und Wappen
Die Venloer Flagge besteht aus zwei horizontalen Streifen, der obere ist rot, der untere blau.
Das Venloer Wappen zeigt den Gelderschen Löwen in den Gelderner Farben Blau und Gold sowie einen Anker für die Stadt an der Maas. Der Wappenspruch lautet: „Festina lente, cauta fac omnia mente“ („Eile mit Weile, tue alles mit Verstand“).
Der Ursprung des Ortsnamens ist unsicher. Eine Theorie besagt, dass die Silbe „Ven-“ auf feuchtes Gebiet hinweise (Venn/Fenn, „Morast“). Zusammen mit der Silbe „lo“, die für Wald steht (vgl. auch z. B. Gütersloh oder Hohenlohe), bedeute Venlo also „Wald im Morast“.

## Geschichte

### Römische Siedlung
Im Jahr 2010 wurden großflächige Ausgrabungen im Zuge der Trassenuntersuchung des Maasboulevards abgeschlossen. Die Grabungsarbeiten hatten zweieinhalb Jahre gedauert. Seitdem wird vermutet, dass der Ort ein 2000 Jahre alter Logistikstandort der Römer war, der etwa im Jahre 19 v. Chr. entstand und damit etwa genauso alt wie Nijmegen sein soll. Der römische Ursprung der Gemeinde war bereits bekannt; die Auswertung der Funde brachte aber neue Erkenntnisse und Theorien zur Siedlungsgeschichte seit der Römerzeit, insbesondere zu Größe, Straßen- und Häuserplänen und Funktion als militärischer, logistischer und ökonomischer Standort und Stützpunkt einiger hundert Legionäre. Dabei soll es sich nach Ansicht einiger regionaler Historiker und Archäologen um das antike Sablones handeln. Diesen Ursprung beansprucht allerdings auch das auf deutscher Seite angrenzende Kaldenkirchen.
Die Untersuchungen förderten Mauerreste und Ziegel sowie römische Brunnen und Latrinen zutage, außerdem Keramik, Fragmente eines Coolus (Bronzehelm aus der Zeit des Augustus), Glasperlen und 170 römische Münzen, darunter keltische Avaucia-Münzen, die das Alter Venlos genau bestimmen lassen. Die Transportkeramik (insgesamt 37.176 Keramikfragmente aus der Römerzeit mit einem Gewicht von 7.372 Kilogramm) machte den größten Anteil aus. Gefunden wurden auch bedeutsame Objekte aus dem Mittelalter.

### Mittelalter bis 19. Jahrhundert
Venlo wurde am Anfang des 11. Jahrhunderts zum ersten Mal urkundlich erwähnt und war eine Hansestadt. 1343 wurde Venlo das Stadtrecht verliehen. Im Krieg zwischen Karl von Egmond, Herzog von Geldern, und Kaiser Maximilian wurde Venlo 1511 von den Truppen von Margarete von Österreich, Statthalterin der habsburgischen Niederlande, drei Monate lang vergeblich belagert.
Venlo gehörte über lange Zeit zum Herzogtum Geldern, während Tegelen der nordwestlichste Teil des Herzogtums Jülich war. Venlo und Tegelen waren daher füreinander jahrhundertelang – nicht selten feindliches – Ausland. Bis heute ist der Dialekt in Tegelen deutlich verschieden von dem in Venlo; das Tegels wird von der Sprachwissenschaft zu den limburgischen Dialekten gezählt, das Venloos zu den kleverländischen. 1997 hatte die niederländische Politik zur Minderung lokaler Rivalitäten alle in der Provinz Limburg gesprochenen Dialekte generell zu Limburgs erklärt. Bis heute existieren, gerade aufgrund der Sprachunterschiede, rivalisierende Gefühle zwischen einem Teil der Venloer und Tegeler sowie Belfelder, sodass die Eingemeindung 2001 nach Venlo in Tegelen und Belfeld wenig populär war.
Nach dem Ende des Herzogtums Geldern wurde Venlo Teil der Spanischen Niederlande, schloss sich aber 1579 der Utrechter Union an. Die Geschichte Venlos im späten 16. und 17. Jahrhundert stand im Zeichen des Konflikts zwischen Habsburg-Spanien und der Republik der Sieben Vereinigten Niederlande, insbesondere des Achtzigjährigen Kriegs und des Spanischen Erbfolgekriegs. Die Kontrolle über Venlo wechselte in dieser Zeit mehrfach, bevor die Stadt im Frieden von Utrecht 1713 den Niederlanden zugesprochen wurde. Die 1734 gegründete Briefumschlagfabrik Bontamps bestand bis 1935.

### Venlo zur Zeit der Belgischen Revolution und des Deutschen Bundes

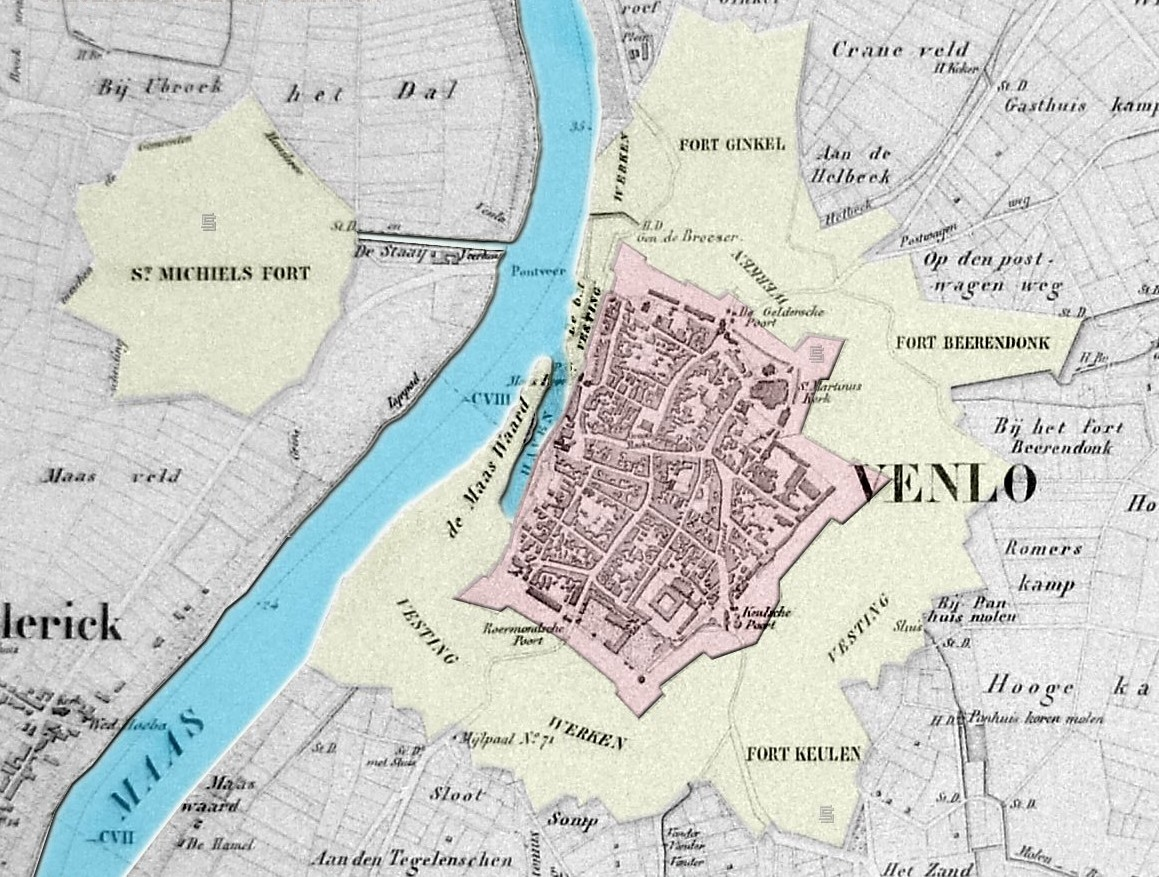
Karte von Venlo um 1850

1830 erhoben sich die überwiegend katholischen Südprovinzen des Vereinigten Königreichs der Niederlande gegen den „protestantischen Norden“ und die holländische Vorherrschaft. So schloss sich auch die Stadt Venlo der Belgischen Revolution an. Diese wurde vor allem durch das wallonische Bürgertum und katholisch gesinnte Flamen getragen. So erhoben die südlichen Provinzen Anspruch auf das gesamte niederländischsprachige Limburg einschließlich der dialektal ripuarischsprachigen Stadt Kerkrade, die damals offiziell zweisprachig war und gleichberechtigt Niederländisch und Deutsch verwendete, aber daneben auch das Französische als „Bürgersprache“. Doch erst neun Jahre später (1839) erkannte das niederländische Königshaus die Unabhängigkeit der nun belgischen Provinzen an und Limburg wurde entlang der Maas geteilt. Die Gebiete rechts des Flusses wurden niederländisch, die Gebiete links des Flusses belgisch. Die ehemals südgelderschen Gebietsteile Limburgs, zu denen auch die Stadt Venlo gehörte, blieben von dieser Grenzziehung unberührt. Die Festungsstadt Maastricht wurde jedoch den Niederlanden zugeschlagen, obwohl ihre damalige Bevölkerung die Zugehörigkeit zu Belgien wünschte. Mit der Unabhängigkeit Belgiens wurde das vom niederländischen König in Personalunion regierte Luxemburg 1839 auf der Londoner Konferenz geteilt und seine wallonischen West- und Nordwestregionen Belgien zugesprochen, woraus die neue belgische Provinz Luxemburg entstand. Auch die niederländische Provinz Limburg wurde aufgrund der Abspaltung von Belgien 1839 auf der Londoner Konferenz geteilt. Da Luxemburg Gliedstaat des Deutschen Bundes war und durch die Teilung 1839 verkleinert wurde, verlor der niederländische König an Stimmgewicht im Bundestag. Dieser Verlust wurde verwaltungstechnisch dadurch ausgeglichen, indem die Provinz Limburg als Gliedstaat „Herzogtum Limburg“ dem Deutschen Bund zugeordnet wurde. Deshalb waren zwischen 1839 und 1867 die drei Festungen Venlo, Roermond und Maastricht „Bundesfestungen“ des Deutschen Bundes.

### Erster Weltkrieg und Zwischenkriegszeit
Die Niederlande waren im Ersten Weltkrieg neutral und unbesetzt (→ Geschichte der Niederlande#Erster Weltkrieg).

### Im Zweiten Weltkrieg
Zu Beginn des Zweiten Weltkriegs, am 9. November 1939, wurden vor einem Grenzcafé unmittelbar an der deutsch-niederländischen Grenze bei Venlo zwei britische Geheimdienstoffiziere von einem deutschen Geheimdienstkommando in eine Falle gelockt und entführt. Die Briten befanden sich in Begleitung eines niederländischen Geheimdienstoffiziers, der bei der Entführung erschossen wurde. Der „Venlo-Zwischenfall“ lieferte dem damaligen NS-Deutschland unter Adolf Hitler einen Vorwand für den Einmarsch in die neutralen Niederlande; dieser begann am Morgen des 10. Mai 1940.
Am 10. Mai marschierte die Wehrmacht auf breiter Front in den Niederlanden, in Belgien und in Luxemburg ein; es war der Beginn des Westfeldzuges. Am gleichen Tag sprengten niederländische Soldaten die Maasbrücke bei Venlo.
Die niederländische Regierung kapitulierte am 14./15. Mai (mit Ausnahme der Provinz Zeeland); Leopold III., der König der Belgier, kapitulierte mit seinen Truppen am 28. Mai.
Während des Kriegs spielte der Fliegerhorst Venlo-Herongen eine erhebliche Rolle in der deutschen Luftverteidigung. Venlo erlitt zwischen Oktober 1944 und März 1945 große Kriegsschäden. Viele Bürger der Stadt wurden in diesem Winter (siehe auch Hungerwinter in den Niederlanden) von der deutschen Wehrmacht zwangsweise evakuiert. Der erste alliierte Luftangriff traf Venlo am 13. Oktober 1944; zwölf weitere folgten. Sie hatten das Ziel, die Maasbrücke zu zerstören, um den Nachschub der Deutschen zu unterbrechen. Alle Angriffe misslangen, die Brücke blieb bestehen. Erst am 25. November 1944, als die Alliierten westlich der Maas vorrückten, sprengten die Deutschen die Brücke selbst. Durch die Luftangriffe starben 506 Menschen, die Häuser von etwa 800 Familien wurden zerstört.
Der Stadtteil Blerick am Westufer der Maas wurde zu Beginn Dezember 1944 befreit. Zuvor gingen 30.000 Granaten auf Blerick nieder.  Auch die Martinuskirche wurde zerstört.
Venlo wurde am 1. März von Truppen der 9. US-Armee im Rahmen der Operation Grenade befreit. Am 2. März wurden gefangene Deutsche durch die Straßen geführt; die Flagge der Niederlande wurde gehisst; am gleichen Tag stießen Panzer des 784. Panzer-Bataillons (35. US-Division) von Venlo nach Straelen vor.

## Wirtschaft und Tourismus

### Handelsstandort

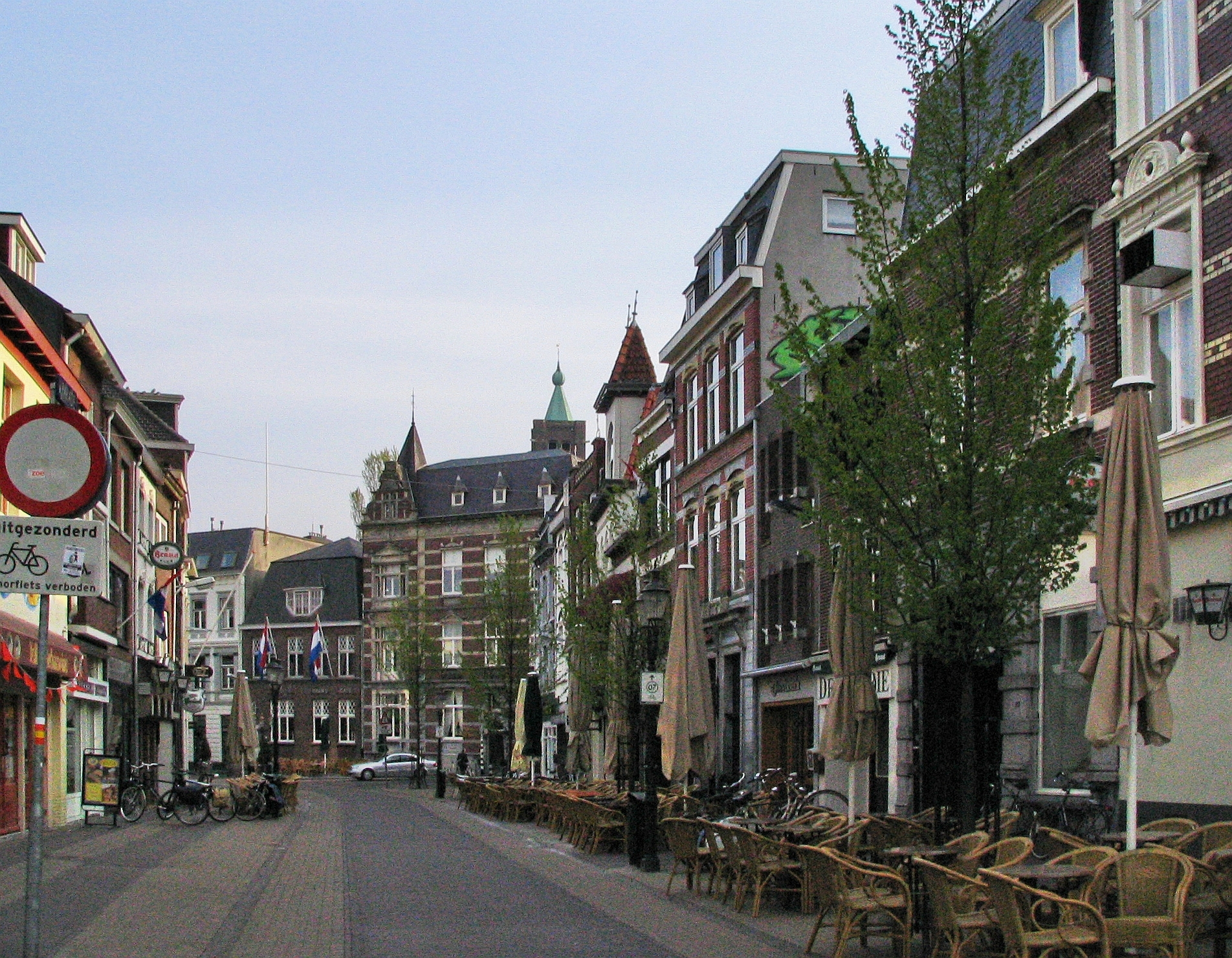
Einkaufsstraße Parade in Venlo

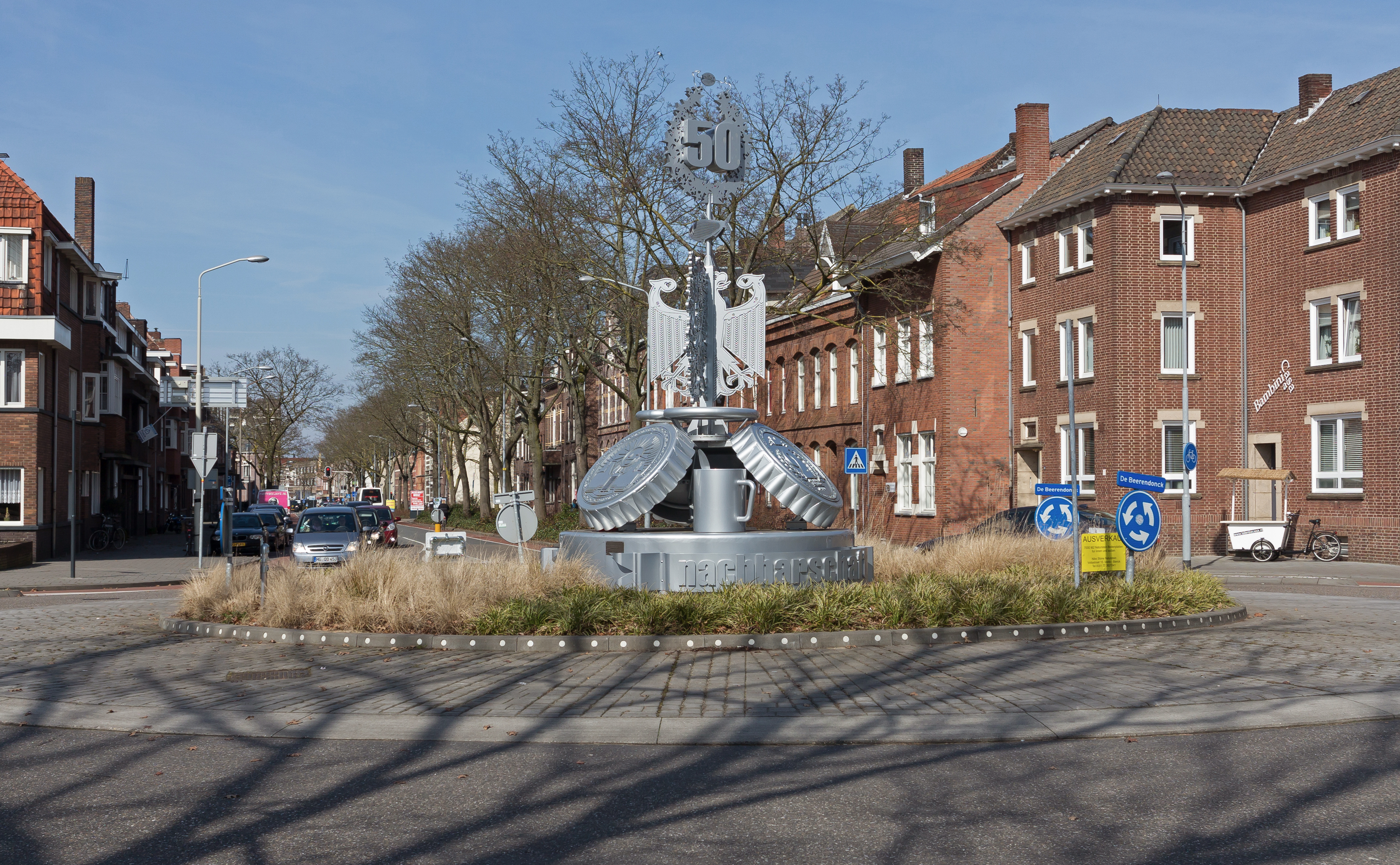
Skulptur „Die 2 Brüder von Venlo“ (von Arno Coenen, 2013)

Die Grenznähe macht Venlo zu einem beliebten Einkaufsort für Deutsche, aber auch für Besucher aus dem nahen Belgien. Vor Abbau der Zoll- und Währungsschranken in der Europäischen Union gab es erhebliche Preisvorteile bei Waren mit besonderen Steuersätzen wie Dieselkraftstoff und Kaffee. Vor allem an deutschen Feiertagen gab es regelmäßig lange Schlangen an den Grenzen. Daran anknüpfend hat sich in Venlo ein großer und vielfältiger Einzelhandel etabliert. Seit Abbau der Grenzen existieren besondere Preisvorteile kaum noch, aber für Millionen Deutsche besonders aus dem Rheinland und dem Ruhrgebiet ist Venlo nach wie vor ein beliebtes Ziel für Tagesausflüge, da es die oft nächstgelegene ausländische Stadt ist.

### Coffeeshops
Im Jahr 2009 besuchten auch täglich 5.900 Cannabiskonsumenten sogenannte Coffeeshops in Venlo, darunter 66 Prozent Ausländer überwiegend aus Deutschland. Zuvor hatte die Stadt 2001 im Rahmen des Projekts Hektor etwa 200 illegale Läden geschlossen und zwei lizenzierte Läden mit Autobahnanbindung unmittelbar an die deutsche Grenze verlegt, so dass in der Innenstadt seitdem nur noch drei Coffeeshops geduldet werden. Seit dem 1. Mai 2012 wurden Cannabisprodukte vorübergehend auch in diesen Coffeeshops nur noch an Inhaber eines Berechtigungsnachweises (sog. Wietpass) verkauft, der einen Wohnsitz in den Niederlanden und eine behördliche Registrierung voraussetzt. In der Folge schlossen die beiden direkt an der deutschen Grenze gelegenen Coffeeshops. Seit 2013 wird auf Beschluss des Gemeinderates in den verbliebenen drei Coffeeshops der Verkauf von Haschisch und Marihuana bis zu einer Höchstmenge von fünf Gramm pro Tag und Person auch wieder ohne Wietpass geduldet.
Ab 2014 ist in Venlo die Anpflanzung von Weinreben geplant – das Weinanbaugebiet soll mit 50 Hektar Fläche im Endausbau das größte Weinanbaugebiet der Niederlande werden.

### Bekannte Unternehmen
- Canon Production Printing, Druck- und Kopiergerätehersteller
- DSV A/S (übernahm 2006 die Koninklijke Frans Maas Groep N. V., deren Zentrale in Venlo war), Spedition und Logistikunternehmen
- Office Depot, Büroausstatter (Europazentrale)
- Scheuten Glasgroep, Glasprodukte, Solarmodule und Photovoltaik (Konzernzentrale)
- Cimpress, Druckerei
- Amway (Zentrallager Europa)
- vidaXL, Onlineshop mit Shops in ganz Europa (Hauptsitz)
- Mifa Aluminium, Aluminiumprofile
- Leolux, Möbelhersteller
- Stadler Rail, Servicestandort
- Marcelissen, Verarbeitungsmaschinen für Kartoffeln und Wurzelgemüse
- Nedinsco, Hersteller optomechatronischer Systeme
- Weir Minerals, Komponenten für Bergbauausstattung
- MGG Group, Aluminium, im Ortsteil Tegelen
- Ewals Cargo Care, Logistikdienstleister (in Tegelen)

## Verkehr

### Schienenverkehr
Venlo war schon früh eine wichtige Stadt für den europäischen Schienenverkehr. Um 1874 wurde die Hamburg-Venloer Bahn gebaut, weshalb in Hamburg  ein Bahnhof nach der Stadt benannt wurde, der Venloer Bahnhof. Später wurde die Strecke sogar als Hamburg-Pariser-Bahn nach Paris weitergeführt, wodurch Venlo verkehrstechnisch günstig ans europäische Schienennetz angebunden war.
Der westliche Teil der Hamburg-Venloer Bahn (die Bahnstrecke Haltern–Venlo) blieb aber stets defizitär und diente nur bis zum Ersten Weltkrieg in beschränktem Maße dem Fernverkehr. Danach sank sie zu einer Regionalstrecke herab und wurde schließlich weitgehend stillgelegt. Heute fährt man von Haltern via Krefeld und Viersen nach Venlo.

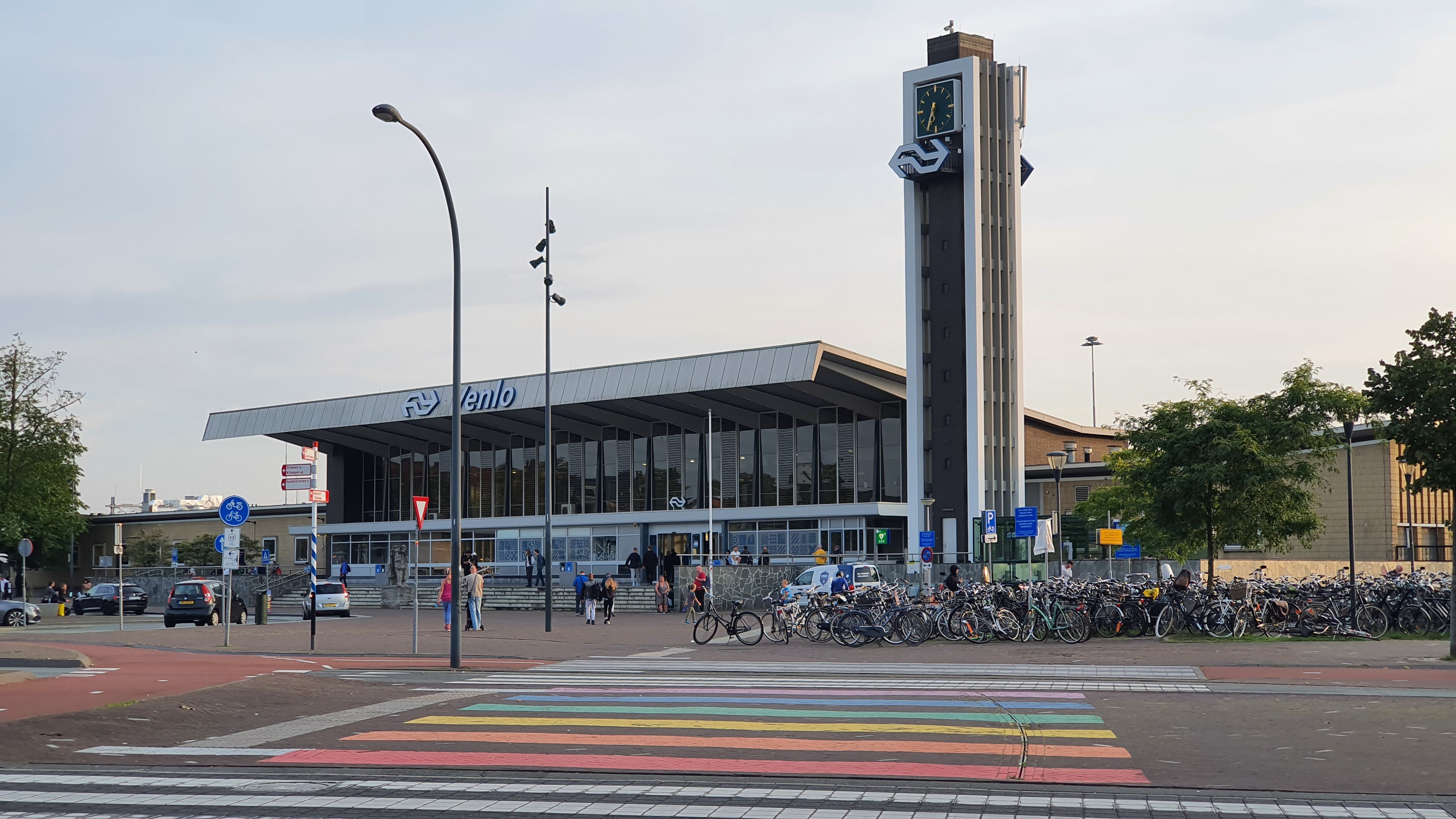
Bahnhof Venlo (Niederlande) mit Bahnhofsvorplatz 2023

Heute ist der Bahnhof Venlo nicht nur für den europäischen Personenverkehr, sondern auch für den Güterverkehr allgemein eine wichtige Station, nicht zuletzt wegen der zentralen Lage zwischen der niederländischen Randstad und dem deutschen Ruhrgebiet, vor allem aber als Umspannbahnhof für Güterlokomotiven zwischen den verschiedenen Stromnetzen in den Niederlanden und in Deutschland.
Im Personenverkehr gibt es Intercity-Verbindungen der Nederlandse Spoorwegen Richtung Eindhoven Centraal, Utrecht und Schiphol.
Ferner bietet die DB-Tochter Arriva Regionalzugverbindungen nach Nijmegen und Roermond.
Des Weiteren betreibt die Eurobahn mit dem Maas-Wupper-Express (RE 13) den Grenzverkehr zwischen Venlo und Deutschland (Viersen – Mönchengladbach – Neuss – Düsseldorf – Wuppertal – Hagen – Hamm).

### Radwege
Die niederländische Provinz Limburg inklusive der Stadt Venlo verfügen über ein übersichtliches Fahrradwegenetz, über das man die Städte Roermond, Weert, Helmond, Eindhoven, Horst und Venray erreichen kann. Weiterhin erreicht man auch die deutsche Grenzregion über die Fietsallee am Nordkanal. Der LF 13 verbindet Venlo mit der Stadt Duisburg.

### Straßenverkehr
Insgesamt führen fünf Autobahnen nach oder durch Venlo:
- Bundesautobahn 40 (A 40): Duisburg – Dortmund – Duisburg – Bundesgrenze; Fortsetzung in den Niederlanden ist die A 67
- Bundesautobahn 61 (A 61): Hockenheim – Koblenz – Mönchengladbach – Bundesgrenze; in den Niederlanden über die A 74 mit der A 73 verbunden
- Rijksweg 67 (A 67): Antwerpen – Eindhoven – Bundesgrenze; Fortsetzung in Deutschland ist die A 40
- Rijksweg 73 (A 73): Nijmegen – Venlo – Maasbracht (von dort als Rijksweg 2 weiter nach Maastricht und Lüttich)
- Rijksweg 74 (A 74): Venlo – Bundesgrenze, Verbindung zwischen der A 73 und der deutschen A 61 nach Koblenz

### Schiffsverkehr

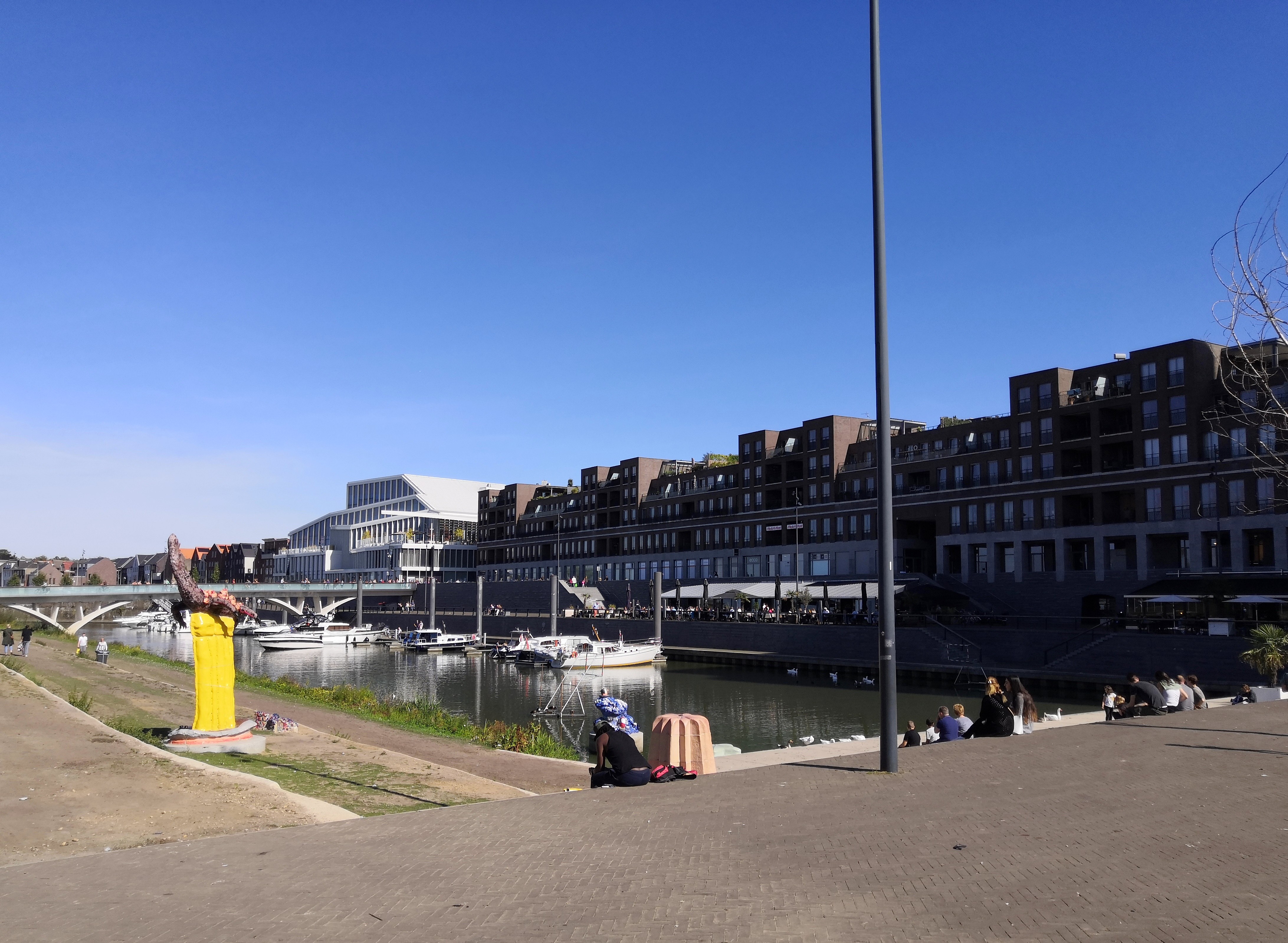
Passantenhafen am Maasboulevard

Der alte Stadthafen wurde 2011 zu einem Passantenhafen umgebaut. Dort finden bis zu 30 Boote eine Box, Übernachten ist kostenpflichtig erlaubt. Der Hafen ist in der Mitte von einer Brücke überspannt, hat einen Tiefgang von 1,5 m und wird von einem Hafenmeister betreut. Es gibt Strom, aber keinen WC bzw. kein Wasser oder Duschgelegenheit. Die zulässige Bootslänge wird mit 15 m angegeben.
Der Handelshafen (Venlo Trade Port) befindet sich ca. 2 km maasabwärts, auf der anderen Maasseite, im Stadtteil Blerick und ist Teil eines weitläufigen Industriegebietes. Nahbei ein weiterer Yachthafen (Watersportvereniging De Maas), der auch den Hafenmeister für den Stadthafen stellt.

## Bauwerke

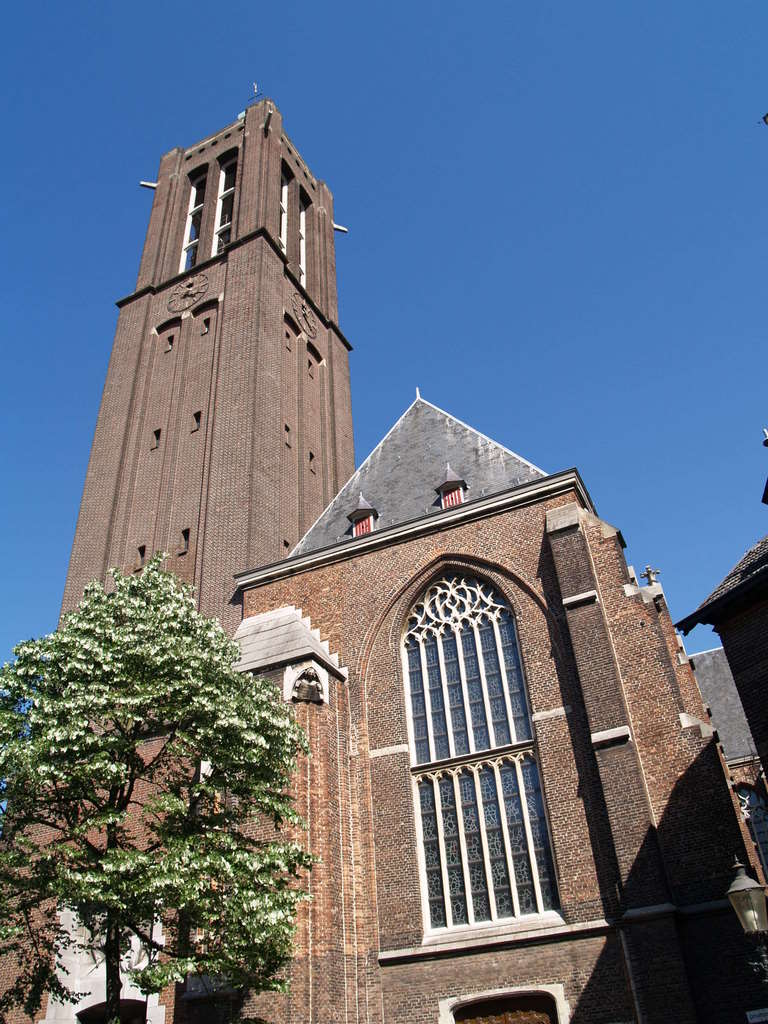
St. Martin in Venlo

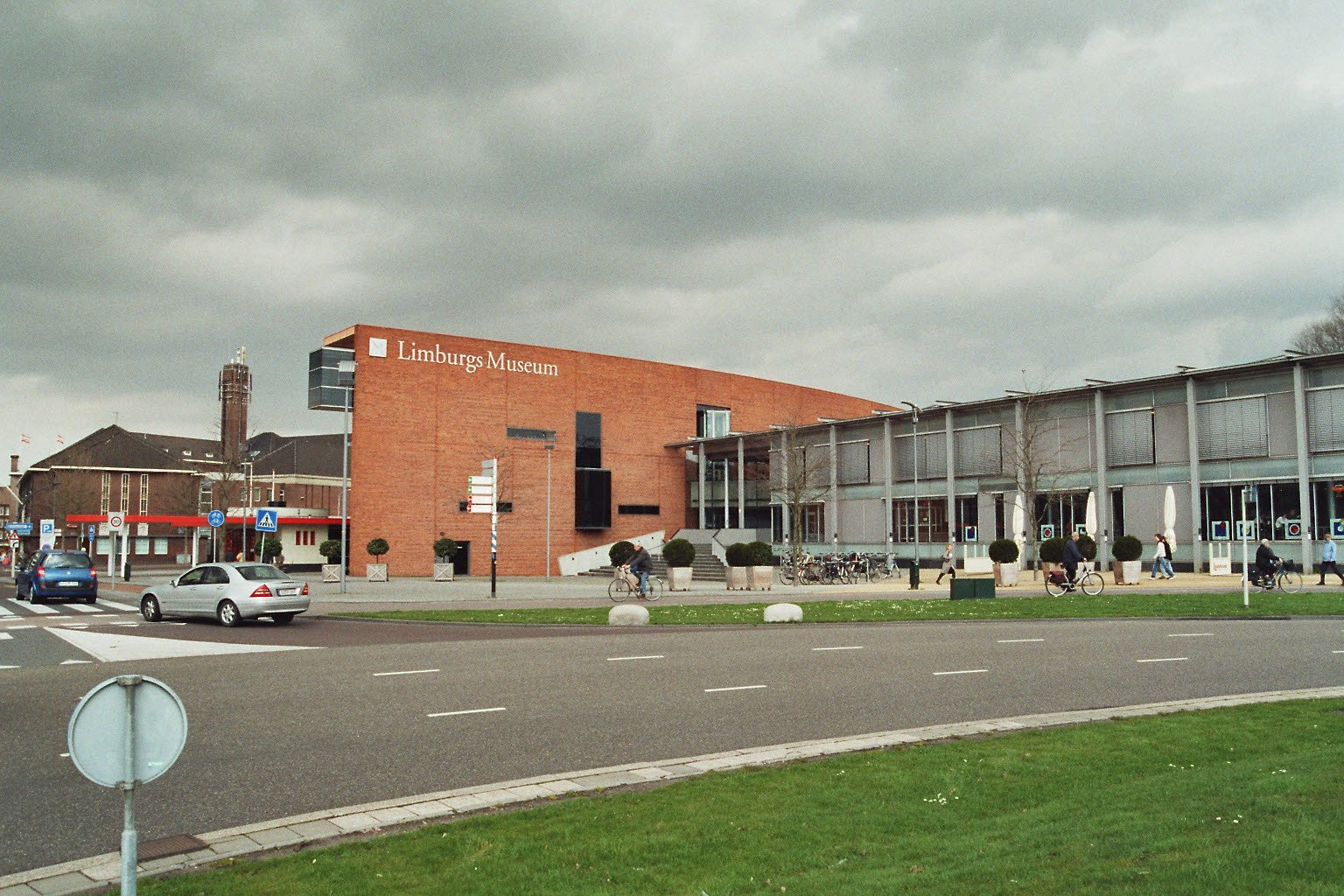
Das Limburgische Museum in Venlo

- Renaissance-Rathaus
- St.-Martins-Kirche
- Joriskirche (reformierte Kirche)
- Jugendstilbauten
- Mikwe (Venlo) (umstritten)

## Kultur
- Museum van Bommel van Dam (Museum für moderne Kunst)
- Het Limburgs Museum (Museum für Geschichte und Kultur)
- De Maaspoort (Theater und Kongresszentrum)
- Theater De Doolhof (Theater unter freiem Himmel)
- Amateurtheater De Garage
- Botanischer Garten Jochum-Hof
- Zomerparkfeest (multikulturelles Festival mit Musik, Straßentheater, Film und Kunst)
- Marcato Mondial (multikultureller Jahrmarkt)
- Bluesrockfestival
- Venloos Symfonie Orkest (VSO), Laien-Sinfonie-Orchester

Venlo war 2012 Gastgeber der alle zehn Jahre stattfindenden Weltgartenbauausstellung Floriade.

## Medien
- Omroep Venlo (Stadtrundfunk Venlo)
- Dagblad De Limburger (Lokalzeitung)

## Sport
- VVV-Venlo (Fußballclub in der Eerste Divisie, der zweithöchsten Spielklasse im niederländischen Fußball)
- Venlo Danst Grenzeloos (deutsch Venlo tanzt grenzenlos): Jedes Jahr im Oktober findet in Venlo ein Wettkampf im Rollstuhltanz statt mit Teilnehmern aus Belgien, den Niederlanden und Deutschland.[20] 2011 fanden gleichzeitig die Benelux-Meisterschaften im Rollstuhltanz in Venlo statt.

## Bildung
- Fontys University of Applied Sciences (Hochschule)[21]
- HAS University of Applied Sciences (Hochschule)[22]

## Persönlichkeiten
- Franz Baring (1522–1589), erster lutherischer Superintendent von Sachsen-Lauenburg
- Eryceus Puteanus (1574–1646), Humanist und Professor für Latein
- Jan van Cleef (1646–1716), Maler
- Théodore Teichmann (1788–1867), Politiker
- Theodorus Josephus van Halen (1803–1860), Mediziner
- Henri Alexis Brialmont (1821–1903), General und Militärschriftsteller
- Leopold Wiener (1823–1891), belgischer Bildhauer, Graveur und Medailleur
- François Folie (1833–1905), belgischer Mathematiker und Astronom
- Eugène Wolters (1844–1905), Maler
- Lize Rose (1875–1944), Malerin
- Willy Caron (1934–2010), Opernsänger
- Jan van der Meij (1937–2002), Fußballspieler
- Marie-Thérèse Schins (* 1943), deutsch-niederländische Journalistin, Malerin und Schriftstellerin
- Max Bolleman (* 1944), Jazzmusiker, Tontechniker und Musikproduzent
- Johannes Conen (1944–2019), Maler, Bühnen- und Kostümbildner, Videogestalter, Regisseur, Szenograph und Musiker
- Cees Hartog (* 1949), Gitarrist, Gitarrenpädagoge und Autor
- Willem J. H. Willems (1950–2014), Archäologe
- Huub Stapel (* 1954), Schauspieler
- Jan Versleijen (* 1955), Fußballtrainer
- Marion Koopmans (* 1956 im Ortsteil Steyl), Virologin
- Paul van der Sterren (* 1956), Schachgroßmeister
- Jos Luhukay (* 1963), Fußballtrainer
- Geert Wilders (* 1963), Politiker
- Will Sanders (* 1965), Hornist
- Ruben Kogeldans (1967–1989), Fußballspieler
- Glenn Corneille (1970–2005), Jazz- und Pop-Pianist
- Rick Hoogendorp (* 1975), Fußballspieler
- Heiko Andreas von der Gracht (* 1978), deutscher Wirtschaftswissenschaftler, Zukunftsforscher und Sachbuchautor
- Martijn Dambacher (* 1979), Schachgroßmeister
- Lotte Verbeek (* 1982), Schauspielerin
- Anıl Yüksel (* 1990), türkisch-niederländischer Tennisspieler
- Anouk van de Wiel (* 1992), Handballspielerin
- Driess Saddiki (* 1996), Fußballspieler
- Evert Linthorst (* 2000), Fußballspieler
- Lynn Wilms (* 2000), Fußballspielerin
- Tim Braem (* 2006), Fußballspieler

## Partnerstädte
- Krefeld, Deutschland[23]

### Ehemalige Partnerstädte
- Gorizia, Italien[24]
- Klagenfurt, Österreich[24]

Die Partnerschaft mit Gorizia bestand ab 1965, die mit Klagenfurt seit 1961. Beide wurden im März 2010 aufgelöst, nachdem der Austausch sowohl auf kultureller als auch auf sozialer oder sportlicher Ebene immer weniger wurde beziehungsweise gar nicht mehr stattfand.